# Corredor industrial de Boyacá
El Corredor Industrial es la región económica más importante de Boyacá, Colombia. Geográficamente se encuentra localizada en los valles de la cuenca del Alto Chicamocha y comprende el área más densamente poblada del departamento ( las tres principales ciudades, Duitama, Sogamoso y Tunja) y un conjunto de municipios satélite que concentran las zonas comerciales, agrícolas e industriales más importantes de la región.

## Región económica de planificación
La gobernación de Boyacá, y su departamento administrativo de planeación, han propuesto la conformación de la Región económica de planificación Tunja-Sogamoso. Con este proyecto se buscar aumentar la competitividad y la integración entre las ciudades del Alto Chicamocha. Se busca que la región desarrolle su economía en torno a diversos sectores industriales como software, turismo, autopartes, agroindustria y minería. La fase de diseño y estructuración de esta región económica de planificación se realizará en alianza entre el sector público, el sector privado, la academia y la sociedad civil.

## Demografía
| Municipio             | Extensión km² | Población (hab) | Densidad (hab/km²) | Unidades Económicas | Unidades Agropecuarias |
| --------------------- | ------------- | --------------- | ------------------ | ------------------- | ---------------------- |
| Tunja                 | 121,4         | 202.939         | 1255,51            | 7.391               | 1.541                  |
| Cómbita               | 143           | 12.752          | 89,17              | 392                 | 2.201                  |
| Oicatá                | 59            | 2.770           | 46,94              | 90                  | 565                    |
| Tuta                  | 165           | 8.823           | 53,47              | 459                 | 1.586                  |
| Sotaquirá             | 288,65        | 8.303           | 28,76              | 226                 | 1.926                  |
| Paipa                 | 305           | 27.274          | 89,42              | 1.145               | 3.024                  |
| Duitama               | 186           | 114.000         | 567                | 7.489               | 3.136                  |
| Santa Rosa de Viterbo | 107           | 11.816          | 110,4              | 632                 | 1.241                  |
| Tibasosa              | 94.3          | 12.463          | 132,2              | 666                 | 1.827                  |
| Nobsa                 | 53            | 14.946          | 282                | 681                 | 1.759                  |
| Sogamoso              | 208.5         | 137.759         | 561,6              | 7.824               | 4.602                  |
| Firavitoba            | 109,9         | 6.177           | 59,6               | 187                 | 1.119                  |
| Iza                   | 54            | 2.081           | 38,5               | 136                 | 317                    |
| Total                 |               | 506.927         |                    | 27.318              | 24.844                 |
|                       |               |                 |                    |                     |                        |

### Grandes Empresas del Corredor industrial
| Empresa                        | Localización   | Sector Económico     |
| ------------------------------ | -------------- | -------------------- |
| Acerías Paz del Río            | Nobsa          | Siderurgia           |
| Argos                          | Sogamoso Tunja | Cementos y Concretos |
| Autobuses AGA                  | Duitama        | Transporte           |
| Bavaria                        | Tibasosa       | Bebidas              |
| Diaco                          | Tuta           | Siderurgia           |
| Holcim                         | Nobsa Tunja    | Cementos y Concretos |
| INDUMIL                        | Sogamoso       | Metalmecánica        |
| Industria de Licores de Boyacá | Tunja          | Licores              |
| Invicar                        | Duitama        | Transporte           |
| Postobón                       | Duitama        | Bebidas              |
| Proalambres                    | Sogamoso       | Metalmecánica        |
| Sidenal                        | Sogamoso       | Siderurgia           |
| Termopaipa                     | Paipa          | Energética           |

## Áreas Metropolitanas

### Área metropolitana de Tunja
El Área Metropolitana de Tunja es una Área metropolitana reconocida pero no configurada que reúne los municipios de Tunja,  Samacá, Sora, Soracá, Siachoque, Toca, Tuta, Sotaquirá, Cómbita, Motavita, Oicatá, Chivatá, Cucaita, Chíquiza y Ventaquemada. Su núcleo es la ciudad de Tunja y su población para 2019 es de 331.068 habitantes.

### Área metropolitana del alto Chicamocha
El Área metropolitana del Alto Chicamocha es un proyecto de organización urbana, ubicado en el centro del departamento de Boyacá y conformado por los municipios de Paipa, Duitama, Sogamoso, Nobsa y Firavitoba. Se convertiría en una de las regiones más prosperas del país. Es la región de mayor movimiento en el Departamento, ya que concentra la mayor actividad económica, comercial e industrial de Boyacá, además es la zona más densamente poblada del Departamento. Contaría con cerca de 300.000 habitantes.

## Transporte
Las tres grandes áreas urbanas del departamento están comunicadas por la troncal BTS (Bogotá-Tunja-Sogamoso) que conectan a las ciudades del departamento con la capital del país en tiempos entre 2 y 3,5 horas. Con esta nueva autopista, se redujo el tiempo de desplazamiento Tunja - Sogamoso a tan solo una hora.
- Tren de Cercanías. Está planeado un tren de cercanías para conectar las principales ciudades del Alto Chicamocha: Tunja, Duitama y Sogamoso.[31][32] Se estima que el costo del proyecto asciende a 26 000 millones de pesos.[33]

- Buses. Es el principal medio e transporte de pasajeros de la región, cuenta con tres terminales de transporte en las ciudades de Tunja, Duitama y Sogamoso. Está planeada la construcción de nuevos terminales en las 3 ciudades. De las tres ciudades parten todas las líneas intermunicipales del departamento y con origen o destino a los departamentos de Arauca, Casanare, Santander provenientes de Bogotá. Las tres ciudades cuentan con modernos sistemas de transporte municipal.

- Transporte Férreo. El corredor férreo se usa actualmente para llevar cemento de la planta de Argos en Sogamoso hasta la sede de la misma empresa en la zona industrial de Bogotá.[34] En otros tiempos funcionó bajo la firma FENOCO, para transportar mercancías y pasajeros hacia Bogotá.

- Transporte Aéreo
- Aeropuerto Gustavo Rojas Pinilla de Tunja, se encuentra en servicio para vuelos ocasionales.

- Aeropuerto Juan José Rondón funciona en la ciudad de Paipa.

- Aeropuerto Alberto Lleras Camargo de Sogamoso es el que presenta la mayor actividad.

## Educación
Se cuenta con una amplia oferta de universidades. Destaca como universidades públicas la Universidad Pedagógica y Tecnológica de Colombia y la Universidad Nacional Abierta y a Distancia las cuales tienen sedes en las ciudades de Tunja, Duitama y Sogamoso y la Escuela Superior de Administración Pública con sede en Tunja y Sogamoso.
Y en el ámbito privado la Universidad de Boyacá con sede central en Tunja y una sede más en Sogamoso, la Universidad Antonio Nariño con sedes en Tunja y Duitama y la Universidad Santo Tomás, Fundación Universitaria Juan de Castellanos en Tunja.
El SENA cuenta con varios centros de formación en la región:

## Industria del turismo
La actividad turística relacionada con los balnearios y centros vacacionales se desarrolla en la ciudad de Paipa, y sus riveras sobre el Lago Sochagota. Las ciudad de Tunja tiene un centro histórico bien conservado, Las zonas donde se encuentra aguas termales son muy apetecidas. En Paipa se concentra un gran número de hoteles reconocidos internacionalmente y una moderna área de convenciones y congresos. Iza es muy popular la comercialización de diferentes variedades de postres y dulces.